# Robj

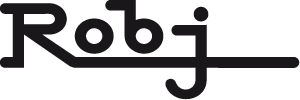
Logo der Firma Robj

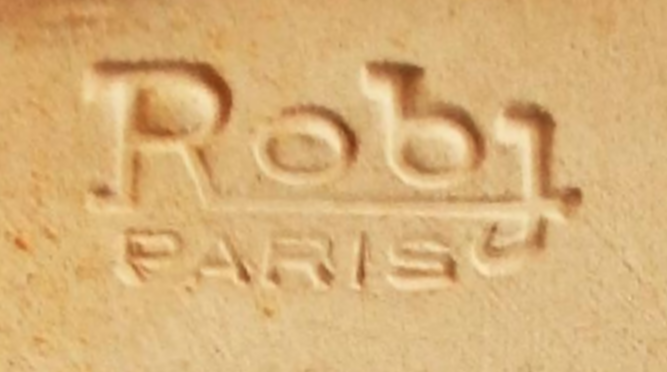
Markierung auf einer Keramik

Die französische Firma Robj vertrieb von 1908 bis in die frühen 1930er Jahre Keramikartikel, die oft  stilisierte Karikaturen von Musikern, Matrosen oder französischen Trachten im Stil des Art déco darstellten.

## Geschichte

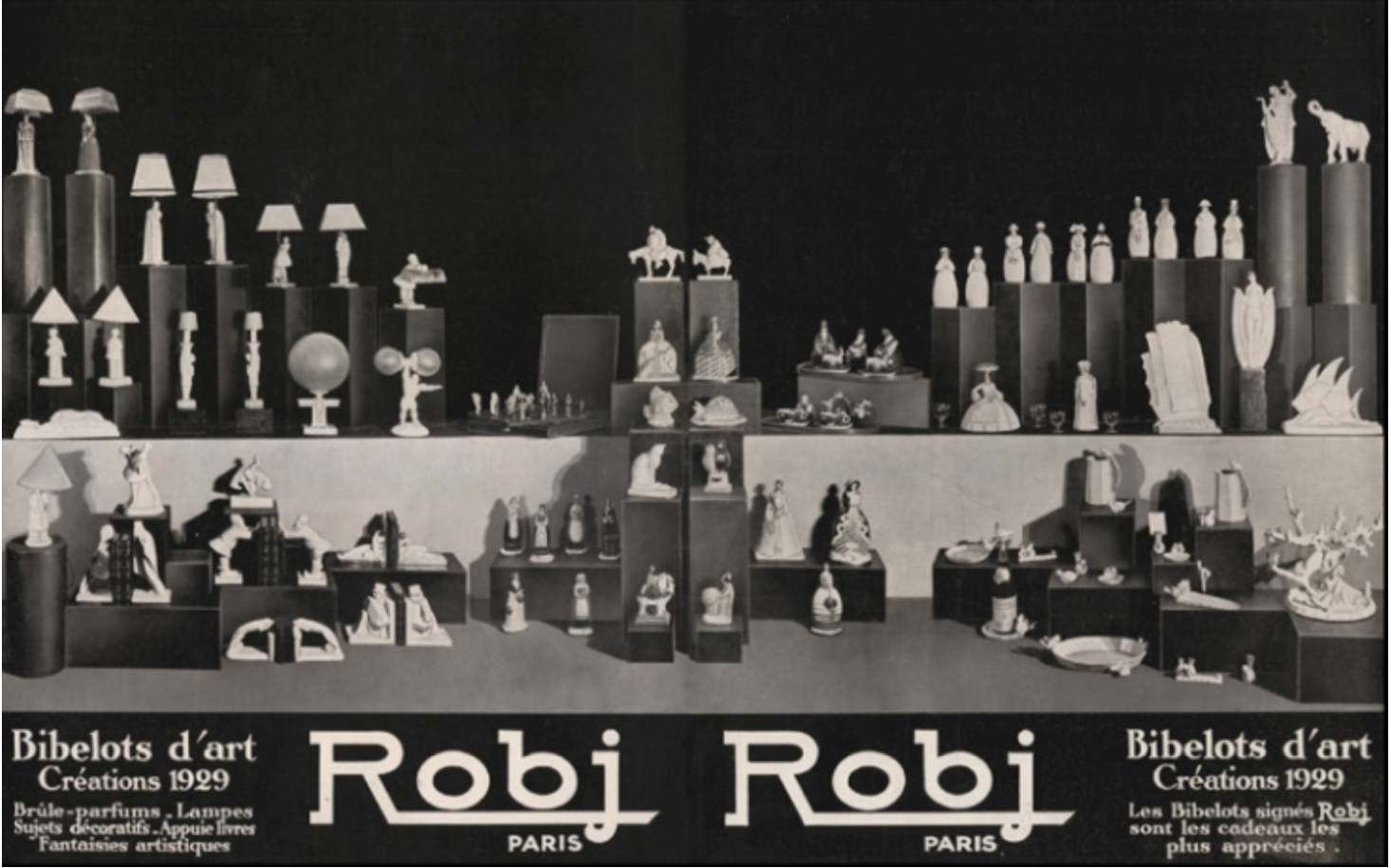
Auswahl von Produkten der Firma Robj, 1929

Robj wurde 1908 von Jean Born gegründet. Der Name der Firma war ein Anagramm einer Abkürzung des Namens ihres Gründers, J. Bor. Ursprünglich bot das Unternehmen elektrische Feuerzeuge und Räucherstäbchen an, verlagerte aber nach und nach seinen Schwerpunkt auf die Herstellung und den Vertrieb von Kunstgewerbeartikeln unter dem Slogan Bibelots de Robj (Robjs Nippsachen). Zusammen mit Lucien Willemetz betrieb Born ein Ladengeschäft mit Porzellanfiguren und anderen Objekten in der Pariser Straße Cite d’Hauteville 3. Das Unternehmen stellte die Kunstartikel nicht selber her, sondern gab die Entwürfe bei mehreren Zulieferern in Auftrag, darunter bei der Manufacture royale de porcelaine de Sèvres, Villeroy & Boch in Luxemburg und Manufakturen in Limoges und Boulogne-sur-Seine. Besonders die Entwürfe von Figuren, Likörflaschen und Tabakdosen mit Krakelee-Glasur stellten sich als kommerzielle Erfolge heraus und erreichten Ende der 1920er und Anfang der 1930er Jahre den Höhepunkt ihrer Beliebtheit. Andere beliebte Produkte waren Porzellanfiguren, Leuchten, Duftlampen, Aschenbecher, Tintenbehälter, Buchstützen, Bonbonnieren und Küchenartikel.
Jean Born kam 1922 bei einem Verkehrsunfall ums Leben, wonach Lucien Willemetz die alleinige Geschäftsführung übernahm. Robj gewann 1925 auf der Ausstellung Exposition internationale des Arts Décoratifs et industriels modernes eine Bronzemedaille. Die Firma förderte Keramikdesigner des Art déco und des Kubismus wie Maurice Guiraud-Rivière Charles Lemanceau, Maurice Prost, Francis Thieck, Jeanne Lavergne, Henri Marin und E. Margerie. Zwischen 1927 und 1931 richtete das Unternehmen einen jährlichen Wettbewerb aus, bei dem neue Entwerfer entdeckt werden konnten. Alleine 1928 gingen 170 Beiträge ein.
Heute gelten die Robj-Produkte als Sammlerstücke. Ihr Erfolg und ihre Beliebtheit verleitete andere Hersteller zur Nachahmung der Entwürfe. Georges Bastard, der 1912 ein Geschäft in der Straße Rue Sainte-Cecil 16 in Paris eröffnete, beauftragte so E. Margerie, die viele Objekte für Robj entworfen hatte, mit dem Design einiger skurriler Flaschen.